# ГЕС Кейстоун
ГЕС Кейстоун – гідроелектростанція у штаті Оклахома (Сполучені Штати Америки). Знаходячись між Kaw (25,6 МВт, вище по течії) та ГЕС Webbers Falls, входить до складу каскаду на річці Арканзас, правій притоці Міссісіпі (басейн Мексиканської затоки). 
В межах проекту річку перекрили комбінованою греблею висотою від тальвегу 35 метрів (висота від підошви фундаменту 37 метрів) та довжиною 1402 метри, яка включає центральну бетонну ділянку (потребувала 47 тис м3 матеріалу) та бічні земляні секції (вміщують 3,4 млн м3 ґрунту). Вона утримує водосховище з площею поверхні 90,7 км2 та об’ємом 2063 млн м3, в якому припускається коливання рівня у операційному режимі між позначками 215 та 220 метрів НРМ (у випадку повені до 230 метрів НРМ). 
Пригреблевий машинний зал обладнано двома пропелерними турбінами типу потужністю по 36,5 МВт, які працюють при напорі від 20 до 30 метрів (номінальний напір 23 метри).